# 바르자칸
바르자칸(페르시아어: ورزقان)은 이란 동아제르바이잔주 바르자칸군 중구에 위치한 도시로, 바르자칸군과 중구의 중심지에 해당된다. 오좀델에조누비 데헤스탄 (농촌구역)의 행정 중심지이기도 하다.
이곳의 사칸델 (Saqandel) 마을에서 발견된 설형문자 비문이 유명하다.

## 상세
페르시아 문자 그대로 읽으면 '바르자컨'으로 발음되며 로마자 표기는 Varzeqān / Warzagan이다. 과거에는 커르지건 (كَرزيگَن)이란 이름이었으며 로마자 표기는 Kārzigān / Karzygan이었다.
2006년 이란 인구총조사 당시 930가구, 3,549명으로 집계되었으며, 2011년 조사에서는 1,392가구, 5,385명으로 늘었다. 가장 최근 조사인 2016년에는 1,401가구, 5,348명으로 집계됐다.
농촌 지역에서는 농업이 주산업이며, 사과, 배, 체리, 호두, 살구가 재배된다. 최근에는 산림산업을 개시하여 가문비나무가 식수되었으며, 냉수를 이용한 생선 양식도 이뤄지기 시작하였다.
금광과 금속산지 등이 산재해 있는 지역으로, 구리가 생산되는 순군 광산이 시내에서 25km 떨어진 곳에 위치해 있으며, 전세계 구리 매장량의 3%가 이곳에 매장된 것으로 추정된다. 샤라파바드, 히즈잔, 타시흐사르브, 아스트르간, 안다르얀, 미브헤르브드 마을 인근에도 금광이 있다.
지진이 자주 발생하는 지역 중 하나로, 2012년 8월 11일 오후 규모 6.4와 6.3의 이중지진이 발생하여 수명이 사망하였다.
2024년 5월 19일, 도시 인근에서 헬리콥터 추락 사고가 발생해 에브라힘 라이시 이란 대통령, 호세인 아미르압돌라히안 외무장관 등이 사망했다. 

## 같이 보기
- 2024년 바르자칸 헬리콥터 추락 사고